# Ivan Craig
Pour les articles homonymes, voir Craig.
Ivan Craig, né le 22 février 1912 à Édimbourg et mort le 7 mars 1995 dans le Surrey, est un acteur britannique d'origine écossaise.

## Biographie
Ivan Craig est né en Écosse du Dr Eric Craig et de Dorothy Craig (née Meldrum) et fut l'époux du mannequin Lilian Davies entre 1940 et 1947, qui épousera en 1976 le prince Bertil de Suède. Il poursuivra sa carrière d'acteur jusqu'en 1960.

## Filmographie
- 1954 : L'Enfer au-dessous de zéro (Hell Below Zero) de Mark Robson : Larsen
- 1955 : Hold-up en plein ciel (A Prize of Gold) de Mark Robson